# Walter Schulte (Mediziner)
Walter Schulte (* 29. März 1910 in Frankfurt am Main; † 19. August 1972 in Tirol) war ein deutscher Psychiater.

## Leben
Schulte studierte Medizin und promovierte 1934 an der Universität Frankfurt am Main und wurde ein Jahr später Medizinalassistent in Erfurt. Zwischen 1936 und 1947 ließ er sich bei Hans Berger in Jena ausbilden, wo er bereits 1941 Oberarzt wurde. 1943 folgte die Habilitation. Von 1947 bis 1954 arbeitete er als leitender Oberarzt in Bethel im Haus Morija.
Danach war Schulte von 1954 bis 1960 Direktor der Psychiatrischen Anstalt Gütersloh und wurde 1960 ordentlicher Professor in Tübingen. Bereits 1962 wurde er zum Direktor der Universitätsnervenklinik Tübingen ernannt, ein Amt, das er bis zu seinem Tode 1972 innehatte. von 1965 bis 1967 war Schulte Vorsitzender der Deutschen Sektion der ILAE (seit 2004: Deutsche Gesellschaft für Epileptologie; DGfE).
Im Jahr 1968 wurde er zum Mitglied der Leopoldina gewählt.

## Schriften (Auswahl)
Als Autor:
- mit Heinrich Eufinger: Der Nachweis des organisch gebundenen Jods im Blute und seine Bedeutung in der normalen und toxischen Schwangerschaft. In: Archiv für Gynäkologie. Bd. 152 (1933), S. 479–491, doi:10.1007/BF01927010 (Dissertation, Universität Frankfurt, 1934).
- Die synkopalen vasomotorischen Anfälle (= Sammlung psychiatrischer und neurologischer Einzeldarstellungen. Bd. 21). Thieme, Leipzig 1943 (Habilitationsschrift, Universität Jena, 1943); 2., vollständig neubearbeitete Auflage: Die synkopalen Anfälle. Thieme, Stuttgart 1949.
- Hirnorganische Dauerschäden nach schwerer Dystrophie. Urban & Schwarzenberg, München 1953
- Klinik der „Anstalts“-Psychiatrie. Thieme, Stuttgart 1962.
- Epilepsie und ihre Randgebiete in Klinik und Praxis. Lehmanns, München 1964.
- Studien zur heutigen Psychotherapie  (= Beiträge zur praktischen Theologie. 1). Quelle & Meyer, Heidelberg 1964.
- Psychotherapeutisch-psychiatrisches Seminar. Thieme, Stuttgart 1967.
- mit Mechthild Schulte, Solveig Schulte: Unerwünschte Schwangerschaft: Seelische Entwicklung nach abgelehntem und nach durchgeführtem Schwangerschaftsabbruch aus psychiatrisch-neurologischer Indikation. Thieme, Stuttgart 1969.
- mit Joachim Finke: Schlafstörungen: Ursachen und Behandlung. Thieme, Stuttgart 1970; 2., überarbeitete Auflage 1979.
- mit Rainer Tölle: Psychiatrie. Springer, Berlin/Heidelberg/New York 1971; 5. Auflage 1979.
- Die Welt des psychisch Kranken. Vandenhoeck & Ruprecht, Göttingen 1974.

Als Herausgeber:
- Über das Wesen melancholischen Erlebens und die Möglichkeiten der Beeinflussung. Hippokrates, Stuttgart 1965.
- mit Werner Mende: Melancholie in Forschung, Klinik und Behandlung. Thieme, Stuttgart 1969.
- mit Rainer Tölle: Wahn. Thieme, Stuttgart 1972.